# Shin Hyun-joon
Shin Hyun Joon (Seul, 28 de outubro de 1968) é um ator sul-coreano. É bastante conhecido no cinema coreano por atuar em filmes do gênero fantasia e ficção científica.

## Filmografia
- Son of a General (1990)
- Son of a General 2 (1991)
- Son of a General 3 (1992)
- Hwa-om-kyung (1993)
- The Taebaek Mountains (1994)
- The Gingko Bed (1996)
- Channel 69 (1996)
- Maria and the Inn (1997)
- The Story of a Man (1998)
- The Soul Guardians (1998)
- Bichunmoo (2000)
- Siren (2000)
- Guns & Talks (2001)
- Once Upon a Time in a Battlefield (2003)
- Stairway to Heaven (TV series) (2003)
- Blue (2003)
- Face (2004)
- Hi! Dharma 2: Showdown in Seoul (2004)
- Marrying the Mafia II (2005)
- Shadowless Sword (2005)
- Barefoot Ki-bong (2006)
- Marrying the Mafia III (2006)
- Hot for Teacher (2006)
- Master Kims (2007)
- The Worst Guy Ever (2007)
- His Last Gift (2008)
- Kiss Me,Kill Me (2009)
- Sin of A Family (2010)
- George and Bong-shik (2010)
- Sin of a Family (film) (2011)